# Milagros (Burgos)
Milagros es un municipio y localidad española de la provincia de Burgos, en la comunidad autónoma de Castilla y León. Se encuentra en la comarca de la Ribera del Duero y forma parte del partido judicial de Aranda.

## Geografía
Es un pueblo situado en el sur de la provincia de Burgos, a unos 95 kilómetros de la capital provincial por la autovía del Norte que atraviesa el municipio. Se encuentra a 848 metros sobre el nivel del mar y forma parte de la comarca Ribera del Duero. Por su término municipal discurre el río Riaza. 
| Noroeste: Campillo de Aranda | Norte: Fuentespina                                 | Noreste: Fuestespina, Fuentelcésped          |
| Oeste: Torregalindo          |                                                    | Este: Fuentelcésped                          |
| Suroeste: Pardilla           | Sur: Montejo de la Vega de la Serrezuela, Pardilla | Sureste: Montejo de la Vega de la Serrezuela |

## Historia
Restos de un mosaico romano encontrados durante las obras que se realizaron en el año 1969-70 y nuevamente en el año 1994, al levantar el suelo de una de sus calles próxima a la Iglesia y a la casa parroquial, indican la existencia de una villa romana en lo que hoy es centro del pueblo.
Así se describe a Milagros en el tomo XI del Diccionario geográfico-estadístico-histórico de España y sus posesiones de Ultramar, obra impulsada por Pascual Madoz a mediados del siglo XIX:

Aldea con ayuntamiento en la provincia, intendencia, audiencia territorial y capitanía general de Burgos (16 leguas), diócesis de Segovia, partido judicial y administración de rentas de Aranda de Duero (2). Situada en una vega o llanura bien ventilada en todas direcciones, siendo las calenturas intermitentes las enfermedades que se padecen con más frecuencia. Tiene 85 casas de 17 pies de elevación, de dos pisos y mediana distribución interior; las calles que forman aquellas, son cómodas y limpias pero sin empedrar; hay una pequeña plaza de figura cuadrilonga con soportal y en ella la casa del concejo, que sirve también de cárcel; una escuela de primeras letras concurrida por 50 alumnos de ambos sexos, cuyo maestro está dotado con 30 fanegas de trigo morcajo, satisfechas por los padres de aquellos; una iglesia parroquial (La Natividad de Nuestra Señora), servida por un cura párroco y un sacristán, ambos de nombramiento del ordinario; y últimamente un cementerio regular, pero bien ventilado en los afueras y a la parte meridional de la población; los vecinos se surten de agua para beber y demás usos, de las del río Riaza y pozos de algunos huertos. Confina el término N Fuente-espina; E Fuente el Césped y Montejo; S Pardilla, y O Torregalindo. El terreno participa de monte y llano, siendo en general flojo y seco; cruza por el término a 80 pasos N de la población el citado río que corre en dirección de S a O y va a desaguar en el Duero, inmediato a la villa de Roa; sobre él existe un hermoso puente de piedra bastante elevado y con cuatro ojos, por el cual pasa la carretera de Madrid a Francia, hallándose a distancia de unos 60 pasos del pueblo; alguna que otra vez suele salirse de madre por la parte de la vega; en dicho terreno se en-cuentran dos montes de ¼ de legua de circunferencia poblados de enebro; caminos: además de la mencionada carretera los hay de rueda en regular estado para todos los pueblos limítrofes. Correos y diligencias: pasan diariamente por aquella unos y otros. Producciones: granos de toda clase y vino, el cual se extrae para tierra de Sepúlveda y puerto de Somosierra; cría ganado lanar, cabrío y vacuno; caza de perdices en abundancia, liebres y zorros; y pesca de excelentes truchas y barbos. Industria: la agrícola y un telar de lienzos. Población: 81 vecinos, 302 almas. Capital productivo: 1.670.020 reales. Imponible: 163,587. Contribución: 6,123 reales 24 maravedíes.
Diccionario geográfico-estadístico-histórico de España y sus posesiones de Ultramar

### Guerra civil española
En los alrededores de Milagros se encontró una fosa con represaliados republicanos de la Guerra Civil. La exhumación facilitó la localización de los primeros 30 cuerpos en una fosa. Esta actuación fue dirigida por el profesor de Medicina Forense de la Universidad del País Vasco, Francisco Etxeberria. El equipo de la exhumación estuvo compuesto por una veintena de arqueólogos y antropólogos, algunos de ellos venidos de Chile, Canadá y Colombia, según explicaron fuentes de la Asociación para la Recuperación de la Memoria Histórica (ARMH).
Los primeros cuerpos contabilizados en esta fosa, compuesta de dos zanjas, eran civiles que pertenecían a organizaciones progresistas, aunque hay zonas donde han sido detectados dos y tres niveles de esqueletos, por lo que "el número definitivo aumentará relativamente y podría llegar a 40", aseguraron desde la asociación.
Hasta el momento, han sido varios los familiares que se han acercado hasta el lugar para aportar información a la ARMH, que ha promovido la exhumación de la fosa. Los dos investigadores que durante años recogieron testimonios para documentar la fosa, José Ignacio Casado y José María Rojas, estarán presentes en todo momento para facilitar la documentación a disposición de los arqueólogos e incluso a algunos familiares.
Tal y como apuntaron, en el primer día de la exhumación en las dos fosas paralelas de 13 metros de longitud aparecieron diversos objetos entre los que se encuentran gafas, monedas o casquillos de bala de armas cortas y fusiles.
Las fosas de Milagros fueron abiertas durante los 10 primeros días de septiembre de 1936, y en ellas se buscan vecinos de Aranda de Duero, Castrillo de la Vega, Fuentelcésped, Pardilla, Quemada, Vadocondes, Zazuar, y posiblemente Santa Cruz de la Salceda, Gumiel de Mercado y San Juan del Monte.

## Demografía

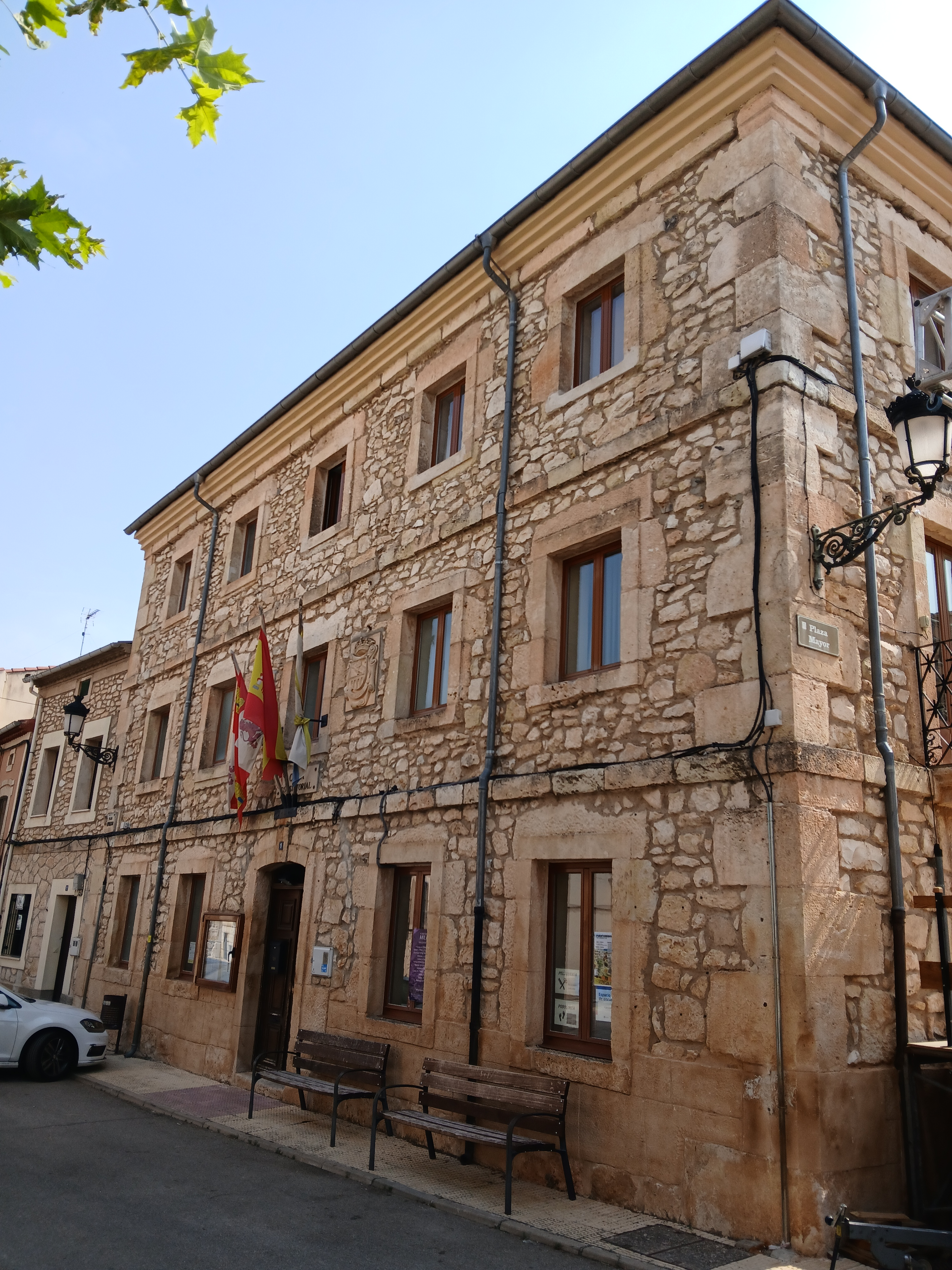
Casa consistorial

Milagros cuenta con una población de 418 habitantes (INE 2024).
| Gráfica de evolución demográfica de Milagros entre 1842 y 2021                                                      |
| |
| Población de derecho según los censos de población del INE Población de hecho según los censos de población del INE |

## Monumentos
- Iglesia de Santa María del Milagro